# Austin Rocks
Die Austin Rocks sind eine Gruppe antarktischer Rifffelsen. Sie erstrecken sich über eine Länge von 5 km in nordost-südwestlicher Ausrichtung in der Bransfieldstraße in einer Entfernung von 21 km nordwestlich der Westküste der Trinity-Halbinsel.
Kartiert wurden sie bei der von 1828 bis 1831 dauernden Expedition mit der Sloop Chanticleer unter Commander Henry Foster. Namensgeber ist Horatio Thomas Austin (1801–1865), Offizier bei dieser Forschungsfahrt. Der norwegische Matrose Carl-August Wiencke (1877–1898), Teilnehmer an der Belgica-Expedition (1897–1899) des belgischen Polarforschers Adrien de Gerlache de Gomery, kam am 22. Januar 1898 nahe den Austin Rocks ums Leben, nachdem er beim Versuch, ungesichert in schwerer See Kohlestücke aus den Speigatts der Belgica zu entfernen, über Bord gespült worden war.